# Кашшай Ольга Миронівна
Кашшай Ольга Миронівна (нар. 8 жовтня 1983, Ужгород , Закарпатська область) — художник, живописець, член Національної Спілки Художників України

## Життепис
Зростала в родині Народного художника України Антона Кашшая, котрий був її дідусем. Творча атмосфера, яка панувала в будинку відомого живописця й вплинула на формування онуки - молодої художниці, та привила любов до мистецтва. Ольга Кашшай довгий час знаходилася в пошуку себе, обрання різних професій та напрямків, але доля привела її до фарб та полотен. З цього самого моменту розпочався творчий шлях та виставочна діяльність. Вільно моделюючи просторовими формами, Ользі легко вдається зачаровувати глядача відповідним до тематики різнобарв'ям кольору, який, безперечно, випромінює живописну традицію «Закарпатської школи». Різноманітна тематика творів  засвідчує постійний творчий пошук, але все ж таки, улюблені жанри – це пейзаж і натюрморт. Динамічні композиційні знахідки та оригінальна колірна гама з певними ознаками акварельної прозорості підкреслюють її особливу манеру виконання. Варто зауважити і про сміливі технічні експерименти, якими захоплюється художниця.З кожним публічним представленням,  картини Ольги набувають нового розвитку в композиційному, колористичному і технічному виконанні. Зокрема, це демонструють живописні полотна «Старе село», «Іриси», «Букет», «Зимовий мотив». 18 травня 2018 року відбулась спільна персональна виставка «Безмежність еволюції. Антон Кашшай та Ольга Кашшай». Було представлено 33 роботи народного художника А.Кашшая та 39 робіт О.Кашшай. Експозиція проводилася в Мукачівському історичному музеї – Замкові «Паланок». 26.06.2018 року персональна виставка «Нове покоління» в Почесному консульстві Чеської Республіки в Ужгороді.

## Виставки
- Персональна виставка « Нове Покоління», (26.06.2018, м. Ужгород — Почесне консульство Чеської Республіки в Ужгороді) [Архівовано 13 Квітня 2020 у Wayback Machine.].
- Персональна виставка «Безмежність еволюції» [Архівовано 13 Квітня 2020 у Wayback Machine.] Антон Кашшай та Ольга Кашшай (18.05.2018, м. Мукачево — історичний музей замок Паланок).

- Учасниця Міжнародного проекту ARTBOX.PROJECT NEW YORK [Архівовано 13 Квітня 2020 у Wayback Machine.] 1.0 (2018, м. Нью-Йорк США)
- 09.09.2018р. участь в міжнародному мистецькому пленері «Чорна Гора» [Архівовано 13 Квітня 2020 у Wayback Machine.]  (м.Виноградів» , 09.09.2018)

## Нагороди
- Диплом Міжнародного фонду Національної академії мистецтв України (1 грудня 2017, м. Київ)

## Телепередачі
1. «Безмежність еволюції» Виставка картин Ольга Кашшай, Антон Кашшай — https://www.youtube.com/watch?v=Q0nTt4GBVGM
2. «Територія творчості», виставка Ольги Кашшай — https://www.youtube.com/watch?v=_POU_1bWdAM
3. «Ранок на Тисі», Ольга Кашшай про виставку «Безмежність еволюції» — https://www.youtube.com/watch?v=3TuIq5zz3B8
4. Художниця Ольга Кашшай « А це і є моє життя» — https://youtu.be/HjSC8TixeXA